# Церковь Святого Панкратия (Изерлон)
Церковь Святого Панкратия (нем. St.-Pankratius-Kirche) — евангелическая церковь в городе Изерлон, также известная как «Бауэркирхе» (нем. Bauernkirche, «крестьянская церковь»); является самым старым сохранившимся зданием города.

## История и описание
Здание церкви располагалось на этом месте приблизительно с 985 года: первоначально это была «дочерняя» церковь при приходской церкви Святого Винсента в городе Менден. Церковь Святого Панкратия стояла у истоков самого поселения — ставшего в дальнейшем городом Изерлон — и имела большое значение для христианизации данного региона. В Средние века изерлонская община относилась к приходу церкви Святого Андрея в Кёльне. До Реформации в Изерлоне проживали окружной викарий (декан), четыре каноника и семь викариев.
Даже после переселения жителей поселка Изерлон на новое место, церковь вплоть до прихода Реформации оставалась формальным центром общины: так построенная около 1330 года Церковь Святой Марии оставалась подчиненной по отношению к церкви Святого Панкратия, получив независимость уже после распространения в регионе протестантизма. После Второй мировой войны церковь Святого Панкратия до 1957 года являлась гарнизонной церковью британских оккупационных сил, расквартированных в регионе.
Самые старые части крестообразной колонны базилики сложены из камня XI века, а башня церкви была спроектирована как фортификационное сооружение: она имеет высоту около 60 метров. Исходная романская церковь изменялась на протяжении веков: в частности на южной стороне появился неф, а с северной стороны была возведена часовня. Хор и окна же церкви Святого Панкратия относятся к поздней готики. Окна церкви имеют стрельчатую форму, разделены на две части и имеют ажурный орнамент; южные и северные окна трансепта состоят из трех частей, окна в северном боковом нефе имею округлую форму. На южной стороне церковного хора расположена ризница. В 1960-х годах старый деревянный свод церкви был заменен плоским потолком. Внутреннее убранство церкви включает в себя позднеготический алтарь и барочную кафедру, добавленную в XVIII веке.
В 1884 году старые церковные колокола были переплавлены и заменены новыми бронзовыми, созданными на литейном заводе Ринкер в Вестхофене (Шверте). В 1918 году эти колокола, в свою очередь, были переплавлены и в 1925 заменены четырьмя чугунными, произведенными на литейном заводе Шиллинга и Латтермана. Кризис 2007 года сказался и на общине церкви Святого Панкратия: тем не менее, сообщество смогли бесплатно получить колокола закрытого общинного центра при приходе Троицкой церкви в городе Гютерсло, созданные в 1967 году на заводе Ринкер.

## Известные священники
- Иоганн Абрахам Штраус (нем. Johann Abraham Strauß, 1754—1836), служил в церкви с 1782 по 1832 год.
- Людвиг Юсефсон (нем. Ludwig Karl Leopold Josephson, 1809—1877), издатель и писатель, служил в церкви с 1832 по 1851 год.